# Li Shiji
Li Shiji (chinois : 李世勣, né en 594 et décédé en 669) — né Xu Shiji (徐世勣) —, est général majeur de l'armée de Tang Taizong (626-649), élément clef contre les Turcs orientaux et lors de la campagne de Corée. Li Jing et lui sont considérés comme les deux plus puissant généraux de l'époque des premiers Tang,.

## Origines et premiers faits d'armes
Issue d'une famille de fonctionnaire du Shandong actuel, Xu Shiji rejoint très tôt des troupes rebelles dans les environs de Luoyang, puis devient commandant dans l'armée de Li Mi. Lorsque Li Mi se rend aux Tang, Wei Zheng persuade Shiji d'en faire autant et c'est ainsi qu'il devient un général majeur de la nouvelle dynastie dès 619. Il est adopté par le nouvel Empereur Tang Gaozu, une pratique courante en ces temps, et abandonne son nom de Xu (徐) pour celui de Li (李).

## Au service de Tang Taizong
Il assiste Li Shimin dans sa campagne de pacification des Hebei et Shandong actuels (621), puis prend en charge la défense de Taoyuan et du Shanxi (626-641). C'est une région clef, aussi bien du point de vue symbolique, car c'est la région d'origine des Tang, que stratégique, car elle sert de région-tampon entre Chang'an, la capitale, et les territoires turcs. Li Shiji y a pour mission de repousser les assauts des terribles Turcs orientaux, tâche qu'il remplira parfaitement. Dans un premier temps en divisant les Turcs par sa diplomatie avisée et soutenue par Taizong ; puis, dans un second temps, par son expédition militaire de 630 qui s'achève par l'écrasement des Turcs grâce à un assaut de Li Jing. Après cette victoire, il s'illustre également par le rôle clef qu'il joue lors des déplacements des populations vaincues et, finalement, la protection qu'il accorde aux Turcs ralliés dans les années suivantes. Cette série de réussites lui vaut de rester en poste jusqu'en 641. Taizong affirma un jour que mieux que la Grande Muraille, il avait Li Shiji pour repousser les barbares du Nord.
Les désobéissant Xueyantuo continuant à harceler les Turcs soumis et déplacés en terre chinoise, il doit mener en 641 une campagne contre militaire contre eux, qui s'achève par une victoire des Tang et un repli des Xueyanto vers le nord. Il est invité à la Cour après cette victoire et nommé « Chief Minister » (643-649). Mais malgré ce poste officiel, et tout comme Li Jing, il continuera à passer une grande partie de son temps à mener des campagnes militaires. C'est ainsi qu'il est nommé général lors de la Campagne de 644 contre le royaume coréen de Goguryeo, et repart au combat contre les Xueyantuo en 646, pour une ultime confrontation qui s'achève par la destruction de ce peuple. Malgré cet éloignement, c'est un personnage influent qui devient le percepteur de l'héritier en 643. Par la suite Taizong se met à craindre que Li Shiji ne reste pas loyal à l'héritier,,.

## Au service de Tang Gaozong
Sous Gaozong, il mène la campagne victorieuse de 668 contre le royaume de Goguryeo. Il meurt en 669, un an après cette ultime victoire.